# Helicopis subalbocincta
Helicopis subalbocincta är en fjärilsart som beskrevs av Le Moult 1939. Helicopis subalbocincta ingår i släktet Helicopis och familjen Riodinidae. Inga underarter finns listade i Catalogue of Life.